# يانغ كو
يانغ كو (بالصينية: 杨阔) (8 يناير 1993 بلويانغ في الصين - ) هو لاعب كرة قدم صيني في مركز الوسط. لعب مع شاندونغ لونينغ ونادي هينان جيانيي وShandong Province Youth Football Team ‏.

## روابط خارجية
- يانغ كو على موقع قاعدة بيانات كرة القدم.إي يو (الإنجليزية)
- يانغ كو على موقع Soccerway.com (الإنجليزية)
- يانغ كو على موقع اللجنة الأولمبية الصينية (الإنجليزية)